# Comitato Paralimpico Americano
Il Comitato Paralimpico Americano è un'organizzazione che raggruppa i comitati paralimpici per lo sport per disabili dell'America. Fa parte del Comitato Paralimpico Internazionale.

## Membri
| Stato                                          | Comitato | Nome ufficiale |
| ---------------------------------------------- | --- | --- |
| Antigua e Barbuda                              | Comitato paralimpico antiguo-barbudano                                                                                 | Antigua and Barbuda Paralympic Committee                                                                                       |
| Argentina                                      | Comitato paralimpico argentino                                                                                         | Comité Paralímpico Argentino                                                                                                   |
| Aruba                                          | Comitato paralimpico di Aruba                                                                                          | Aruba Paralympic Committee |
| Barbados                                       | Comitato paralimpico barbadiano                                                                                        | Paralympic Association of Barbados                                                                                             |
| Bermuda                                        | Comitato paralimpico bermudiano                                                                                        | Bermuda Paralympic Association                                                                                                 |
| Brasile                                        | Comitato paralimpico brasiliano                                                                                        | Comitê Paralímpico Brasileiro                                                                                                  |
| Canada                                         | Comitato paralimpico canadese                                                                                          | Canadian Paralympic Committee                                                                                                  |
| Cile                                           | Comitato paralimpico cileno                                                                                            | Federacion Paralimpica de Chile                                                                                                |
| Colombia                                       | Comitato paralimpico colombiano                                                                                        | Comité Paralìmpico Colombiano                                                                                                  |
| Costa Rica                                     | Comitato paralimpico costaricano                                                                                       | Comite Paralimpico de Costa Rica                                                                                               |
| Cuba                                           | Comitato paralimpico cubano                                                                                            | Comité Paralimpico Cubano |
| Ecuador                                        | Comitato paralimpico ecuadoriano                                                                                       | Ecuadorian Paralympic Sport Federation                                                                                         |
| El Salvador                                    | Comitato paralimpico salvadoregno                                                                                      | Comite Paralimpico de El Salvador                                                                                              |
| Giamaica                                       | Comitato paralimpico giamaicano                                                                                        | Jamaica Paralympic Association                                                                                                 |
| Grenada                                        | Comitato paralimpico grenadiano                                                                                        | Grenada Paralympic Committee                                                                                                   |
| Guatemala                                      | Comitato paralimpico guatemalteco                                                                                      | Comité Paralimpico Guatemalteco                                                                                                |
| Guyana                                         | Comitato paralimpico guyanese                                                                                          | Guyana Paralympic Committee |
| Haiti                                          | Comitato paralimpico haitiano                                                                                          | National Paralympic Committee of Haiti                                                                                         |
| Honduras                                       | Comitato paralimpico honduregno                                                                                        | Honduran Paralympic Committee                                                                                                  |
| Messico                                        | Comitato paralimpico messicano                                                                                         | Comite Paralimpico Mexicano |
| Nicaragua                                      | Comitato paralimpico nicaraguense                                                                                      | Comité Paralímpico Nicaragüense                                                                                                |
| Panama                                         | Comitato paralimpico panamense                                                                                         | Paralympic Committee of Panama                                                                                                 |
| Paraguay                                       | Comitato paralimpico paraguayano                                                                                       | Paraguay Paralympic Committee                                                                                                  |
| Perù                                           | Comitato paralimpico peruviano                                                                                         | National Paralympic Committee Peru                                                                                             |
| Rep. Dominicana                                | Comitato paralimpico dominicano                                                                                        | Comité Paralimpico Dominicano                                                                                                  |
| Saint Vincent e Grenadine                      | Comitato paralimpico sanvincentino                                                                                     | National Paralympic Committee St Vincent & the Grenadines                                                                      |
| Stati Uniti Porto Rico Isole Vergini Americane | Comitiato olimpico e paralimpico statunitense Comitato paralimpico portoricano Comitato paralimpico americo-verginiano | United States Olympic & Paralympic Committee Comite Paralimpico de Puerto Rico National Paralympic Committee US Virgin Islands |
| Suriname                                       | Comitato paralimpico surinamese                                                                                        | National Paralympic Committee of Suriname                                                                                      |
| Trinidad e Tobago                              | Comitato paralimpico trinidadiano                                                                                      | Trinidad & Tobago Paralympic Committee                                                                                         |
| Uruguay                                        | Comitato paralimpico uruguayano                                                                                        | Uruguayan Paralympic Committee                                                                                                 |
| Venezuela                                      | Comitato paralimpico venezuelano                                                                                       | Comité Paralimpico Venezolano                                                                                                  |